# OK Budućnost Podgorica
OK Budućnost Podgorica ist ein Volleyball-Verein aus der montenegrinischen Hauptstadt Podgorica. Er entstammt dem großen Sportverein Budućnost Podgorica und spielt derzeit in der höchsten montenegrinischen Liga und im CEV-Pokal.

## Team
Der Kader der Saison 2006/07 besteht aus vierzehn Spielern, die alle aus Serbien und Montenegro stammen. Trainer ist der Montenegriner Igor Kolakovic.
| Name        | Vorname    | Nr. | Nation | Größe  | Geburtsdatum       | Position |
| ----------- | ---------- | --- | ------ | ------ | ------------------ | -------- |
| Bagaric     | Marko      | 15  | SCG    | 1,88 m | 18. August 1985    | Z        |
| Bojic       | Marko      | 10  | SCG    | 2,00 m | 13. November 1988  | A, AA    |
| Culafic     | Milos      | 18  | SCG    | 2,05 m | 13. August 1986    | D        |
| Dangubic    | Andjelko   | 4   | SCG    | 2,08 m | 6. September 1983  | M        |
| Dukic       | Nemanja    | 16  | SCG    | 1,94 m | 23. April 1983     | A, AA    |
| Ivanovic    | Ilija      | 2   | SCG    | 2,00 m | 31. Juli 1988      | M        |
| Kazic       | Nikola     | 8   | SCG    | 1,98 m | 3. März 1987       | A, AA    |
| Milivojevic | Aleksandar | 12  | SCG    | 1,97 m | 21. Februar 1983   | A, AA    |
| Petkovic    | Vlado      | 5   | SCG    | 1,98 m | 6. Januar 1983     | Z        |
| Radic       | Dejan      | 6   | SCG    | 2,00 m | 6. November 1984   | M        |
| Rasovic     | Ivan       | 7   | SCG    | 1,90 m | 29. Mai 1984       | L        |
| Starovic    | Sasa       | 9   | SCG    | 2,07 m | 19. Oktober 1988   | D        |
| Steljic     | Ivan       | 1   | SCG    | 2,00 m | 31. Januar 1981    | A, AA    |
| Vusurovic   | Igor       | 13  | SCG    | 2,00 m | 24. September 1974 | M        |

Die Positionen: Annahme (A), Außenangriff (AA), Diagonal (D), Libero (L), Mittelblock (M), Universal (U) und Zuspieler (Z).

## Geschichte
OK Budućnost Podgorica ist der älteste Volleyballverein Montenegros. Er wurde im Jahre 1936 gegründet und fusionierte 1977 fusionierte man mit den Teams von 13 Mai und Prolétaire. Seit 1991 nahm man an der höchsten jugoslawischen Liga teil. Durch die politischen Veränderungen spielte der Verein später in der ersten Liga des gemeinsamen Staates Serbien und Montenegro, der sich im Sommer 2006 auflöste. Als 1995 die Podgorica-Bank als finanzkräftiger Sponsor entstieg, schaffte der Club die ersten Erfolge.

## Nationale Liga und Pokal
Im Jahre 2000 konnte man den Pokal gewinnen, nachdem man bereits 1999 bis ins Finale vorgestoßen war. 2002 und 2005 folgten die ersten Meistertitel.

## Europapokal
Podgorica nimmt in der Saison 2006/07 an der Champions League teil. Bei der Auslosung am 23. Juni 2006 wurde Podgorica in die Gruppe A eingeteilt und trifft dort auf die ehemaligen Gesamtsieger Tours VB (Frankreich) und Lokomotiv Belgorod (Russland), den deutschen Vertreter evivo Düren sowie Portol Drac Palma Mallorca (Spanien) und Hypo Tirol Innsbruck (Österreich). Jede Mannschaft bestreitet je fünf Heim- und fünf Auswärtsspiele. Die besten drei Teams aus der Gruppe qualifizieren sich für die Play-off-Runde.